# 異鱗舌鰨
異鱗舌鰨為輻鰭魚綱鰈形目鰨亞目舌鰨科的其中一種，為熱帶淡水魚，分布於亞洲及大洋洲新幾內亞、澳洲北部淡水流域，體長可達25公分，棲息在河川砂泥底質底層水域，生活習性不明。

## 扩展阅读
維基物種上的相關：異鱗舌鰨